# Richard Archer
Richard Archer (né le 18 janvier 1977 à Staines-upon-Thames, Surrey, Angleterre) est un auteur-compositeur-interprète et guitariste britannique. Il est le chanteur, guitariste et compositeur principal de Hard-Fi, le groupe de rock alternatif britannique qui a produit plusieurs top 10 hits et deux albums # 1. L'influence de la ville natale d'Archer, Staines, est évidente dans ses paroles. Il a dirigé un groupe appelé Contempo de 1997 à 2001,.

## Enfance et éducation
Archer est diplômé en musique de l'Université de Kingston,. Il a grandi à Staines-upon-Thames; une ville anglaise située sur la rive nord de la Tamise, dans le district de Spelthorne et le comté du Surrey (relevant du Middlesex jusqu’en 1965); qui a une énorme influence sur les paroles des chansons qu'il a écrites avec le groupe Hard-Fi.

## Vie privée
En 2006, les médias principaux ont raconté pendant des mois qu'Archer avait une relation avec Scarlett Johansson alors qu'elle tournait le film Woody Allen Scoop à Londres. Archer n'avait jamais rien dit de tel. En fait, cela s'est révélé être une rumeur infondée, qui a été confirmée lorsque Johansson a déclaré : « Je ne l'ai jamais rencontré, et jusqu'à ce que tout cela commence, je n'avais même jamais entendu parler de lui,,. »